# Homoeomma brasilianum
Homoeomma brasilianum là một loài nhện trong họ Theraphosidae.
Loài này thuộc chi Homoeomma. Homoeomma brasilianum được Ralph Vary Chamberlin miêu tả năm 1917.